# Аеродром Милано–Линате
Аеродром Милано–Линате (IATA: LIN, ICAO: LIML) је градски аеродром који се налази у Милану. Услужио је 10,6 милиона путника и забележио 118.060 авионских летова током 2024., што га чини једним од најпрометнијих аеродрома у Италији.  То је трећи најпрометнији аеродром у метрополитанском подручју Милана по броју путника, после Малпенсе и Бергама, и други најпрометнији по броју авионских летова. 
Заједно са аеродромом Милано-Малпенса и аеродромом Бергамо, они чине систем аеродрома у Милану са 56,9 милиона путника током 2024., највећи систем аеродрома у Италији по броју путника. 

## Објекти

### Терминал
Аеродром има једну троспратну зграду путничког терминала. У приземљу се налазе одвојени простори за чекирање и преузимање пртљага, као и шалтери за услуге и секундарни простор за укрцавање у аутобус. Први спрат садржи главни простор за поласке са неколико продавница, ресторана и сервисних објеката. Други спрат се користи за канцеларијски простор.

### Перон и писта
Зграда терминала има пет места за авионе, а сва су опремљена млазницама за укрцавање и искрцавање. Још неколико паркинг места је доступно на перону до којих се може доћи са неколико капија за укрцавање у аутобус. AIRAC A10/23 (важи од 30. новембра 2023.) је одредио нову QFU писте у 17/35 (раније је била 18/36) због магнетних варијација и декласификовао „стару“ 17/35 као само рулну стазу. 

## Авио-компаније и дестинације
Следеће авио-компаније обављају редовне летове до и од аеродрома Линате: 
| Airlines              | Destinations |
| --------------------- | --- |
| Aer Lingus            | Dublin |
| AeroItalia            | Cagliari, Olbia |
| Air Dolomiti          | Frankfurt, Munich |
| Air France            | Paris–Charles de Gaulle |
| Austrian Airlines     | Vienna (resumes 26 October 2025) |
| British Airways       | London–Heathrow Seasonal: London–City |
| Brussels Airlines     | Brussels |
| easyJet               | Amsterdam, Barcelona, Berlin, Birmingham, Brussels, Copenhagen, Edinburgh, Frankfurt, Lisbon, London–Gatwick, Luxembourg, Manchester, Oslo (ends 24 October 2025), Paris–Charles de Gaulle, Paris–Orly, Porto (begins 26 October 2025), Tenerife–South Vienna Seasonal: Figari, Gran Canaria (begins 26 October 2025), Ibiza, Palma de Mallorca, Split |
| Finnair               | Seasonal: Helsinki |
| Iberia                | Madrid |
| ITA Airways           | Alghero, Amsterdam, Bari, Brindisi, Brussels, Catania, Düsseldorf, Lamezia Terme, London–City, Munich, Naples, Palermo, Paris–Charles de Gaulle, Paris–Orly, Reggio Calabria, Rome–Fiumicino, Trieste Seasonal: Corfu, Hamburg, Heraklion, Ibiza, Lampedusa, Malta, Menorca, Palma de Mallorca, Pantelleria, Rhodes, Rostock                           |
| KLM                   | Amsterdam |
| KM Malta Airlines     | Malta |
| Lufthansa             | Frankfurt Munich (resumes 26 October 2025) |
| Lumiwings             | Foggia |
| Luxair                | Luxembourg |
| Scandinavian Airlines | Copenhagen, Stockholm–Arlanda |
| SkyAlps               | Ancona |
| Small Fly Airlines    | Seasonal: Elba |
| Volotea               | Seasonal: Lampedusa, Pantelleria |

## Статистика
| \| Ранг \| Град \| Путници \| Авио-компанија \| \| ---- \| ------------------------- \| --------- \| -------------------- \| \| 1 \| Рим–Фијумичино \| 1.183.753 \| ИТА ервејз \| \| 2 \| Каљари, Сардинија \| 627.299 \| ITA Airways, Volotea \| \| 3 \| Катанија \| 585.809 \| ИТА ервејз \| \| 4 \| Напуљ \| 509.251 \| ИТА ервејз \| \| 5 \| Бари \| 403.247 \| ИТА ервејз \| \| 6 \| Палермо \| 389.306 \| ИТА ервејз \| \| 7 \| Олбија, Сардинија \| 330.921 \| АероИталија, Волотеа \| \| 8 \| Бриндизи, Апулија \| 218.672 \| ИТА ервејз \| \| 9 \| Алгеро, Сардинија \| 202.884 \| ИТА ервејз \| \| 10 \| Ламеција Терме, Калабрија \| 175.801 \| ИТА ервејз \| \| 11 \| Ређо Калабрија, Калабрија \| 163.168 \| ИТА ервејз \| |                           |           |                      |
| Ранг | Град                      | Путници   | Авио-компанија       |
| 1 | Рим–Фијумичино            | 1.183.753 | ИТА ервејз           |
| 2 | Каљари, Сардинија         | 627.299   | ITA Airways, Volotea |
| 3 | Катанија                  | 585.809   | ИТА ервејз           |
| 4 | Напуљ                     | 509.251   | ИТА ервејз           |
| 5 | Бари                      | 403.247   | ИТА ервејз           |
| 6 | Палермо                   | 389.306   | ИТА ервејз           |
| 7 | Олбија, Сардинија         | 330.921   | АероИталија, Волотеа |
| 8 | Бриндизи, Апулија         | 218.672   | ИТА ервејз           |
| 9 | Алгеро, Сардинија         | 202.884   | ИТА ервејз           |
| 10 | Ламеција Терме, Калабрија | 175.801   | ИТА ервејз           |
| 11 | Ређо Калабрија, Калабрија | 163.168   | ИТА ервејз           |

## Копнени превоз

### Метро
Линија 4 миланског метроа повезује аеродром са центром града, а време путовања је око 15 минута. 

### Аутобус
До аеродрома се може доћи аутобусом из других места у граду. Такође су доступни аутобуси од и до Монце, Бреше и аеродрома Милано Малпенса . 

### Аутомобил
Аеродром се налази у улици Viale Enrico Forlanini, поред раскрснице са аутопутем А51 (излаз 6 Аеродром Линате). А51 је део градског прстена, тако да се до аеродрома може доћи из било ког правца.